# 심볼릭 프로그래밍
심볼릭 프로그래밍(symbolic programming)은 프로그램이 자체 공식과 프로그램 구성 요소를 마치 플레인 데이터인 것처럼 조작할 수 있는 프로그래밍 패러다임이다.
심볼릭 프로그래밍을 사용하면 더 작은 단위의 논리나 기능을 병합함으로써 기타 더 복잡한 프로세스들을 만드는, 복잡한 프로세스들을 개발할 수 있다. 그러므로 이러한 프로그램들은 효과적으로 자가 수정이 가능하고 학습하는 것처럼 보이게 만들기 때문에 인공지능, 전문가 시스템, 자연어 처리, 컴퓨터에 게임 등 여러 응용에 더 적절하다.
울프램 랭기지, 리스프, 프롤로그 등의 언어가 심볼릭 프로그래밍을 지원하는 언어이다.

## 같이 보기
- 기호주의 인공지능